# Eijiro Takeda
Eijiro Takeda (武田 英二郎 Takeda Eijiro?, Kanagawa, 11 de julio de 1988) es un exfutbolista japonés que jugaba como centrocampista.

## Trayectoria

### Clubes
| Club                | País  | Año       |
| ------------------- | ----- | --------- |
| Shonan Bellmare     | Japón | 2010      |
| Yokohama F. Marinos | Japón | 2011      |
| JEF United Chiba    | Japón | 2012      |
| Gainare Tottori     | Japón | 2013      |
| Avispa Fukuoka      | Japón | 2014      |
| Shonan Bellmare     | Japón | 2015-2017 |
| Yokohama FC         | Japón | 2018-2024 |